# Heteroctenus bonettii
Espèce
Synonymes
- Rhopalurus bonettii Armas, 1999

Heteroctenus bonettii est une espèce de scorpions de la famille des Buthidae.

## Distribution
Cette espèce est endémique de la province de Pedernales en République dominicaine.

## Description
Les mâles mesurent de 63,42 à 64,64 mm et les femelles 70,31 à 76,96 mm.

## Systématique et taxinomie
Cette espèce a été décrite sous le protonyme Rhopalurus bonettii par Armas en 1999. Elle est placée dans le genre Heteroctenus par Esposito, Yamaguti, Souza, Pinto da Roacha et Prendini en 2017.

## Étymologie
Cette espèce est nommée en l'honneur de Mario Bonetti.

## Publication originale
- Armas, 1999 : « Quince nuevos alacranes de La Española y Navassa, Antillas Mayores (Arachnida: Scorpiones). » Avicennia, vol. 10/11, p. 101-136.